# Grapadora eléctrica

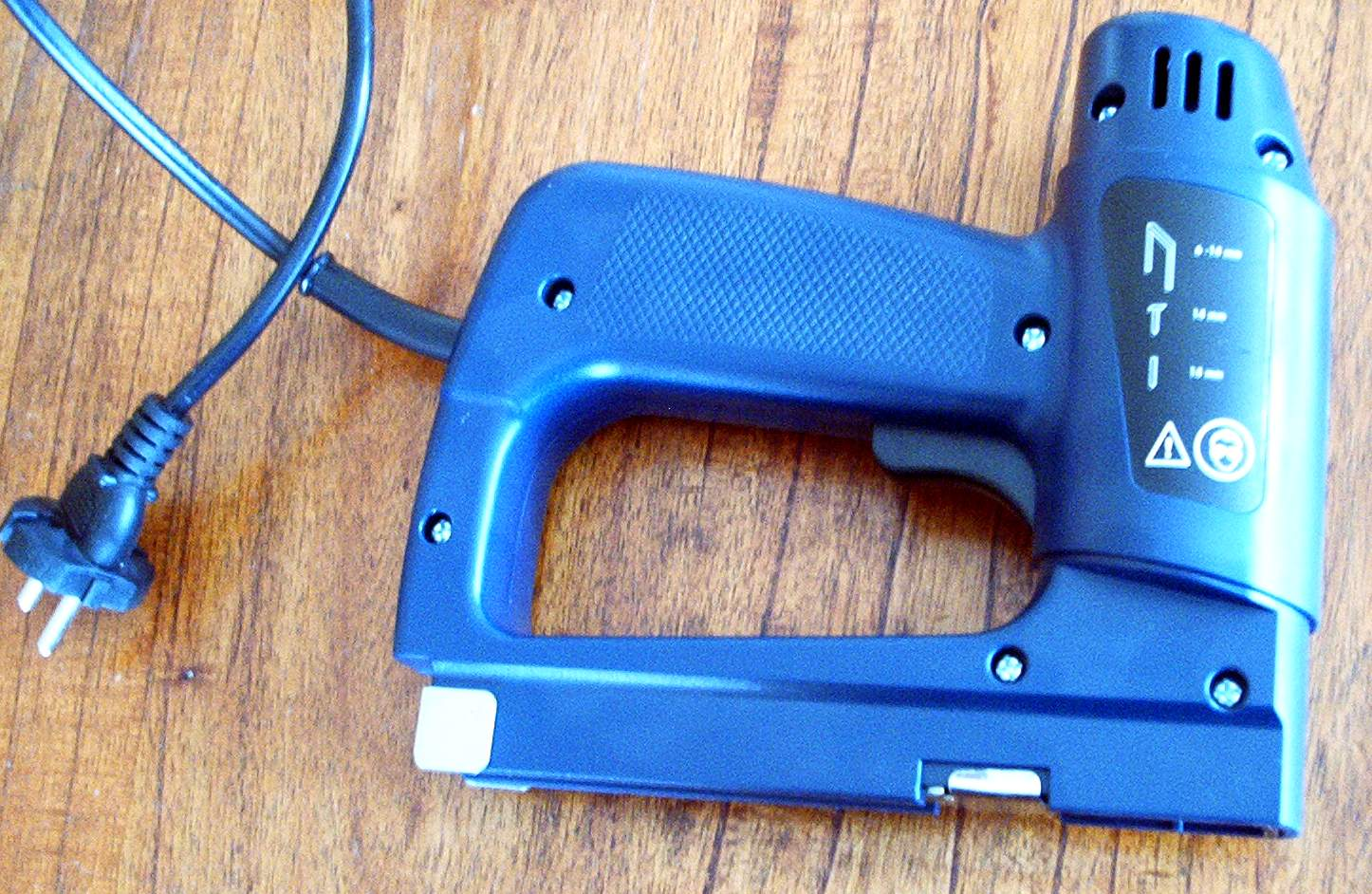
Grapadora eléctrica.

Una grapadora eléctrica es una máquina de mano usada para manejar grapas de metales pesadas en la madera o la albañilería. Las grapadoras se utilizan para diversas aplicaciones y para fijar una variedad de materiales, incluyendo aislantes, el material que cubre una casa, techos, cableado, alfombrado, tapicería y materiales para pasatiempos y arte. 

## Tipos
Las grapadoras pueden manejarse con fuerza muscular, electricidad (por electricidad casera o por baterías) o aire comprimido. Las grapadoras eléctricas pueden fijar grapas a una velocidad algo más rápida que los modelos manuales, pero su ventaja principal es que pueden ser utilizadas continuamente por horas con poco cansancio comparativamente.
Algunas grapadoras tienen una nariz larga que permite que las grapas sean aplicadas en esquinas ahuecadas. Otra característica especial puede ser las guías de alambre para cableados para asegurarse de que las grapas no perforen el alambrado. La grapadora de acción delantera tiene una manija que apunta en la dirección del extremo del disparador - en la dirección opuesta de la grapadora tradicional. Estas herramientas son más fáciles de exprimir y mejorar la presión del lugar al frente de la herramienta donde se expulsa la grapa.
Un martillo grapador es un dispositivo algo similar a una grapadora, salvo que la energía mecánica de los músculos del usuario se almacena - como en un martillo - como el ímpetu de la herramienta en si, en vez de como una compresión del renacer interno. Este tipo de grapadora se utiliza típicamente para aislantes, techo y alfombrado.

## Tamaños
Los tamaños comunes de la grapa son de 1⁄4″, 5⁄16″, 3⁄8″, 1⁄2″, 9⁄16″, y 17⁄32″ (6.4, 7.9, 9.5, 12.7, 14.3, 13.5 milímetros).

## Comparación con la grapadora de oficina

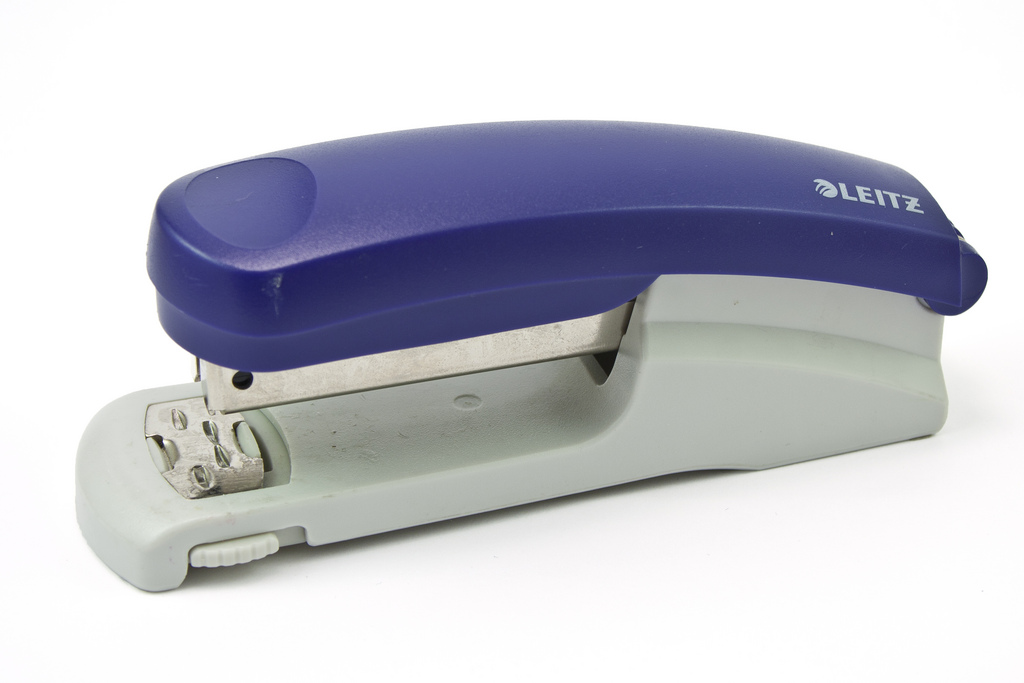
Grapadora de oficina

Las grapadoras se diferencian de las grapadoras de oficina, en que la mayoría de los modelos de grapadoras carecen de un yunque - la placa de metal con las ranuras curvadas que las engrapadoras de oficina utilizan para doblar las piernas de la grapa hacia adentro y las aplanan contra el papel. Staples introdujo una grapadora que conserva sus piernas rectas, y que se mantienen en su lugar solamente por la fricción estática de las piernas contra el material circundante comprimido, como los clavos comunes. De hecho, algunos modelos de grapadoras pueden manejar los clavitos y los clavos así como las grapas. Algunas grapadoras también utilizan las grapas de punto divergentes adonde las piernas se tuercen mientras la grapa se maneja hacia la superficie, para un mayor poder de sostenibilidad.
Otra diferencia es que la mayoría de las grapadoras, especialmente los modelos manuales, tienen un mecanismo primaveral para almacenar energía mecánica y soltarla como un soplo agudo y potente. Este mecanismo es necesario debido a la gran fuerza necesaria para conducir las grapas a través de la madera sólida o de la albañilería, y porque la grapa debe ser insertada en su totalidad antes de que el objeto en el que se trabaja tenga tiempo de moverse. En la engrapadora de oficina, por el contrario, la grapa se puede conducir directamente por el poder muscular del usuario, en una velocidad relativamente lenta, porque el papel esta firmemente sujetado por el yunque. Es decir que la grapadora substituye la inercia del objeto por el yunque que falta.